# کنیسه کوتائیسی
کنیسه کوتائیسی (به لاتین: Kutaisi Synagogue) یک کنیسه و میراث فرهنگی در گرجستان است که در کوتائیسی واقع شده‌است.